# Masdevallia gloriae
Masdevallia gloriae är en orkidéart som beskrevs av Carlyle August Luer och Maduro. Masdevallia gloriae ingår i släktet Masdevallia och familjen orkidéer.
Artens utbredningsområde är Panamá. Inga underarter finns listade i Catalogue of Life.